# بیوفلاوونوئید
بیوفلاوونوئیدها را در قدیم با نام ویتامین P می‌شناختند، لیکن امروزه این مواد را جزء ویتامینها نمی‌دانند. بیوفلاوونوئیدها جذب ویتامین C را افزایش می‌دهند و به همین دلیل هم بهتر است این مواد را با هم مصرف نمود. بیوفلاوونوئیدهای مختلفی نظیر هسپرتین، هسپریدین، اریودیکتیول، کوئرستین، کوئرسترین و روتین وجود دارد.

## اثرات
اگر چه ضرورت بیوفلاوونوئیدها برای انسان اثبات نشده‌است، اما بهتر است منابع طبیعی حاوی آنها را در برنامه غذایی گنجانید. بیوفلاوونوئیدها در درمان آسیب‌های ورزشی کاربرد دارند، زیرا درد، ورم و خون مردگی را تسکین می‌دهند. این مواد همچنین درد پاها و سرتاسر پشت را کاهش داده و عوارض جانبی مربوط به خونریزی طولانی و کم شدن میزان کلسیم خون را تخفیف می‌دهند. بیوفلاوونوئیدها با کمک ویتامین C از ساختار مویرگها حفاظت نموده و علاوه براین دارای تأثیر ضد باکتری هستند، به گردش خون کمک نموده، باعث تولید صفرا می‌شوند، میزان کلسترول را پایین می‌آورند و از بروز آب مروارید پیشگیری و بر آن اثر بهبود دهنده نیز دارند. مصرف بیوفلاوونوئیدها با ویتامین C بیماری تبخال را نیز کاهش می‌دهد.

## انواع
بیوفلاوونوئیدهای مختلفی نظیر هسپرتین، هسپریدین، اریودیکتیول، کوئرستین، کوئرسترین و روتین وجود دارد. کوئرستین، بیوفلاوونوئیدی است که در جلبکهای سبز یافت می‌شود و به شکل مکمل در دسترس است. این ماده دارای تأثیر درمانی مطلوبی بر بیماری آسم است، آنرا درمان نموده و از بروز آن جلوگیری می‌نماید. اکتیویتد کوئرستین (کوئرستین فعال شده) از منابع طبیعی بدست می‌آید و حاوی دو عنصر سازنده است که اثرش را افزایش می‌دهند:
1. بروملین: این ماده نوعی آنزیم است که از آناناس به دست می‌آید.
2. آسکوربات منیزیم: این ماده، ویتامین C غیر اسیدی است.

بروملین و کوئرستین به طور هماهنگ فعالیت یکدیگر را تشدید می‌نمایند و برای افزایش جذب باید آنها را با هم مصرف نمود.